# Селонгер, Свен
Свен Селонгер (швед. Sven Selånger, до 1936 года Свен Эрикссон швед. Sven Eriksson; 19 марта 1907 — 9 ноября 1992) — шведский прыгун с трамплина и двоеборец. Призёр Олимпийских игр в прыжках, чемпион мира по двоеборью.

## Карьера
Спортивную карьеру Свен Эрикссон начал в 1920 годы в качестве игрока в хоккей с мячом. Параллельно с этим занимался прыжками с трамплина, горными лыжами, лыжными гонками и двоеборьем.
В 1928 году впервые принял участие в Олимпийских играх. В Санкт-Морице показал 31-й результат в прыжках с трамплина, в состязании двоеборцев, которые выполняли два прыжка и бежали лыжную гонку на 18 километров, стал шестым.
В 1931 году на чемпионате мира в Оберхофе выиграл бронзу в прыжках с трамплина.
На Олимпийских играх 1932 года в Лейк-Плесиде шведский спортсмен был знаменосцем сборной на открытии Игр. Он стал четвёртым в прыжках с трамплина, в двоеборье был третьим после прыжковой части турнира, но в лыжной гонке показал 12 время, опустившись в итоговой классификации на пятое место, пропустив вперёд четырёх норвежских спортсменов.
В 1933 году на чемпионате мира в австрийском Инсбруке Эрикссон стал обладателем уникального достижения. Он смог выиграть две медали в разных видах спорта. В прыжках с трамплина он завоевал вторую в карьере бронзовую награду, а в лыжное двоеборье стал сильнейшим, завоевав первое золото в истории шведского двоеборья (по состоянию на 2018 год оно же остаётся и единственным).
На Олимпиаде в Гармиш-Партенкирхене швед выступил под новой фамилией Селонгер, которую он взял в честь родной провинции чтобы отличаться от многих других Свенов Эрикссонов. Селонгер вновь был знаменосцем сборной, а в рамках спортивной программы выступал только в прыжках с трамплина. В упорной борьбе с действующим олимпийским чемпионом Биргером Руудом из Норвегии шведский спортсмен лидировал после первого прыжка, но в итоге стал вторым, проиграв всего 1,5 балла.
За свою карьеру Свен Селонгер трижды становился чемпионом Швеции по двоеборью, восемь раз в прыжках с трамплина и один раз в горнолыжном спорте.
В 1939 году он стал первым в истории обладателем Холменколленской медали не из Норвегии. В том же году получил золотую медаль газеты «Svenska Dagbladet».
После завершения карьеры тренировал команду по хоккею с мячом «Викинг», владел магазином по продаже спортивного инвентаря.